# Muzeum Trzech Koron
Muzeum Trzech Koron (szw. Museum Tre Kronor) – muzeum znajdujące się w Zamku Królewskim w Sztokholmie w dzielnicy Gamla stan. Powstało w 1999. Przedstawia historię Zamku Trzy Korony. W zbiorach muzeum znajdują się obiekty ocalałe z pożaru 7 maja 1697 oraz modele zamku.